# Entrada de Piérola a Lima por la Puerta de Cocharcas
Entrada de Piérola a Lima por la Puerta de Cocharcas, durante la Guerra Civil de 1894-1895 es un óleo del pintor peruano Juan Lepiani realizado a finales de 1890 e inicios de 1900. Es parte de la colección pictórica del Museo Nacional de Arqueología, Antropología e Historia del Perú (MNAAHP).

## Descripción
La obra de Lepiani retrata el ingreso de las montoneras rebeldes lideradas por Nicolás de Piérola en Lima frente al ejército peruano del entonces presidente Andrés Avelino Cáceres en la guerra civil peruana de 1894-1895 de la época de la posguerra, tras la Guerra del Pacífico que enfrentó a las repúblicas de Perú y Bolivia contra Chile.
La pintura se caracteriza por ser del grupo que Lepiani dedicó a los hechos de la guerra del salitre y la reconstrucción Nacional. La obra es calificada de «realismo histórico» peruano por la Universidad del Pacífico. La Biblioteca Nacional de Chile tiene una fotografía oficial de la pintura en sus archivos.